# Physalis latecorollata
Physalis latecorollata är en potatisväxtart som beskrevs av Umaldy Theodore Waterfall. Physalis latecorollata ingår i släktet lyktörter, och familjen potatisväxter. Inga underarter finns listade i Catalogue of Life.